# Velká Skrovnice
Velká Skrovnice (en allemand : Groß Skraunitz) est une commune du district d'Ústí nad Orlicí, dans la région de Pardubice, en Tchéquie. Sa population s'élevait à 302 habitants en 2024.

## Géographie
Velká Skrovnice se trouve à 9 km au sud-est d'Ústí nad Orlicí, à 39 km à l'est de Pardubice et à 135 km à l'est-sud-est de Prague.
La commune est limitée par Polom au nord, par Sopotnice et České Libchavy à l'est, par Orlické Podhůří au sud, et par Seč et Sudslava à l'ouest.

## Histoire
La première mention écrite de la localité date de 1349.

## Administration
La commune se compose de deux sections :
- Velká Skrovnice
- Malá Skrovnice

## Galerie

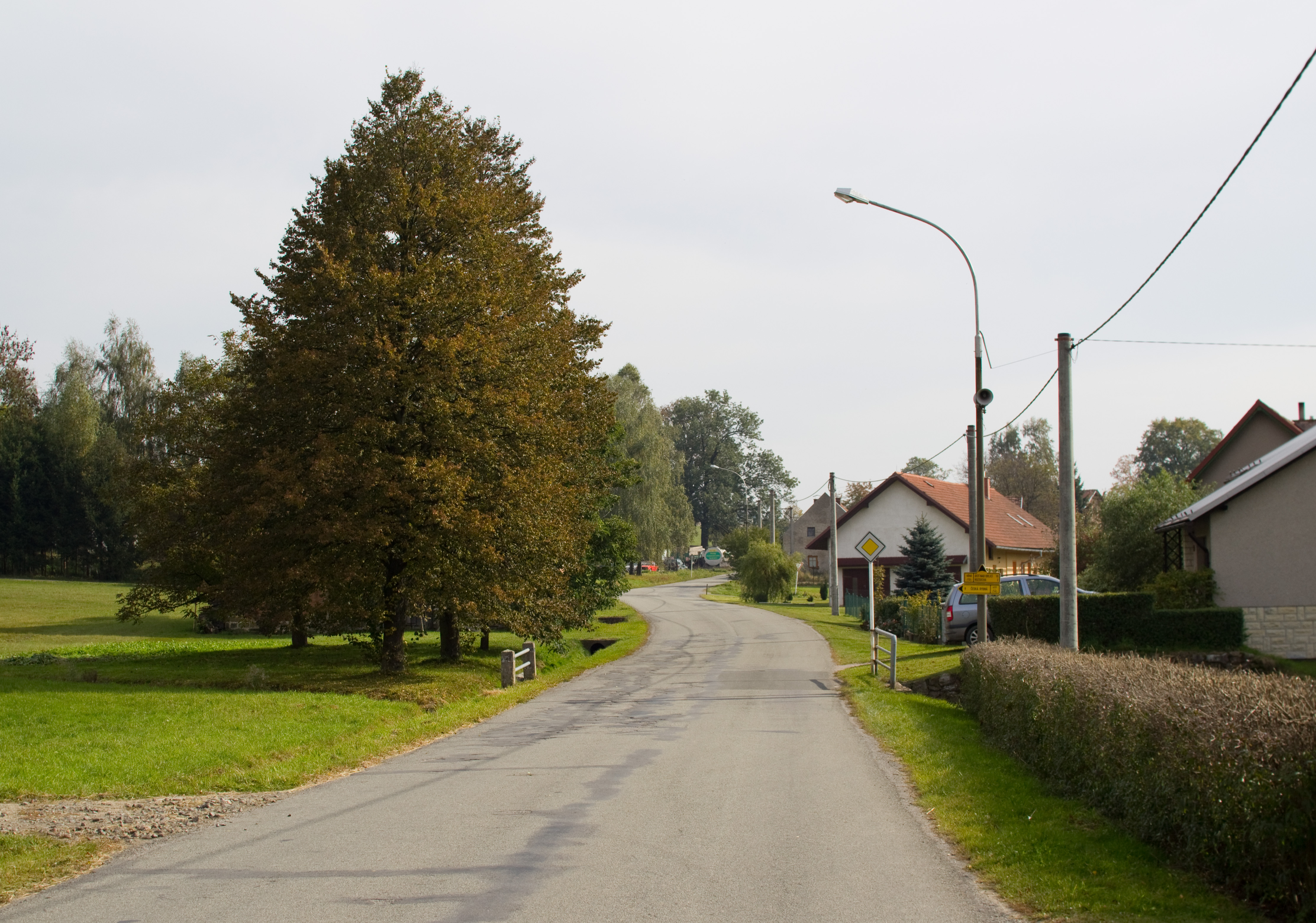
Rue de Velká Skrovnice.
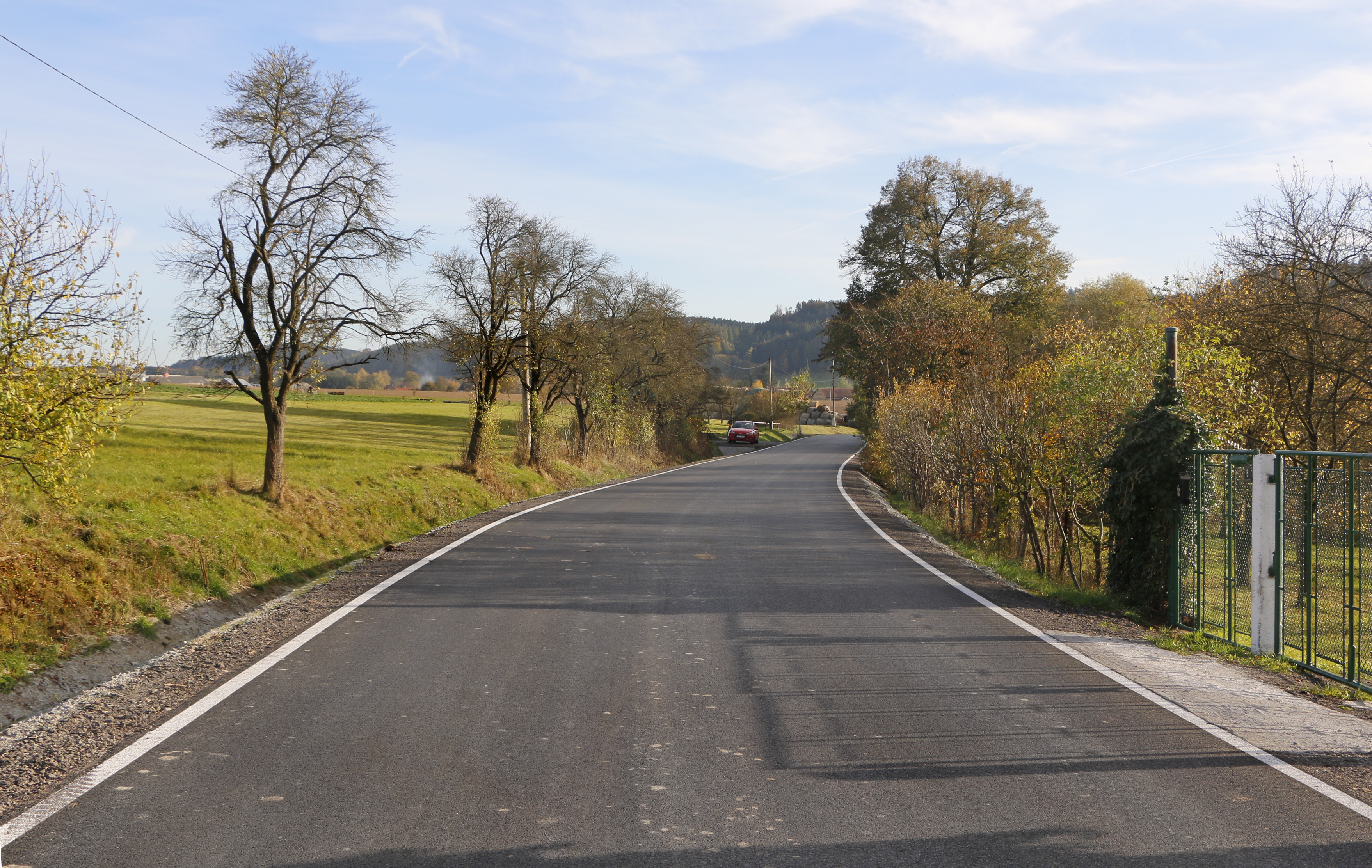
Malá Skrovnice : route principale.

## Transports
Par la route, Velká Skrovnice trouve à 11 km d'Ústí nad Orlicí, à 54 km de Pardubice et à 162 km de Prague. 